# Rallye de l'Acropole 1976
Le Rallye de l'Acropole 1976 (23e Rallye Acropolis), disputé du 22 au 28 mai 1976, est la trente-sixième manche du championnat du monde des rallyes (WRC) courue depuis 1973, et la cinquième manche du championnat du monde des rallyes 1976 (WRC).

## Contexte avant la course

### Le championnat du monde
Créé en 1973, le championnat mondial des rallyes pour marques regroupe les plus sélectives des épreuves routières internationales. Dix manches sont inscrites au calendrier 1976, dont une grande majorité d'épreuves sur terre. Les rallyes du championnat sont réservés aux voitures des catégories suivantes :
- Groupe 1 : voitures de tourisme de série
- Groupe 2 : voitures de tourisme spéciales
- Groupe 3 : voitures de grand tourisme de série
- Groupe 4 : voitures de grand tourisme spéciales

Tenante du titre, la Lancia est à nouveau en passe de s'imposer cette saison, disposant avec la Stratos d'un modèle capable de s'imposer sur tout type de parcours. Malgré un faux pas lors du dernier Safari, Lancia compte déjà deux victoires et seize points d'avance sur Opel, seul autre constructeur disputant l'intégralité du championnat, alors que Fiat se consacre au développement de sa nouvelle 131 Abarth avant d'effectuer son retour en compétition.

### L'épreuve

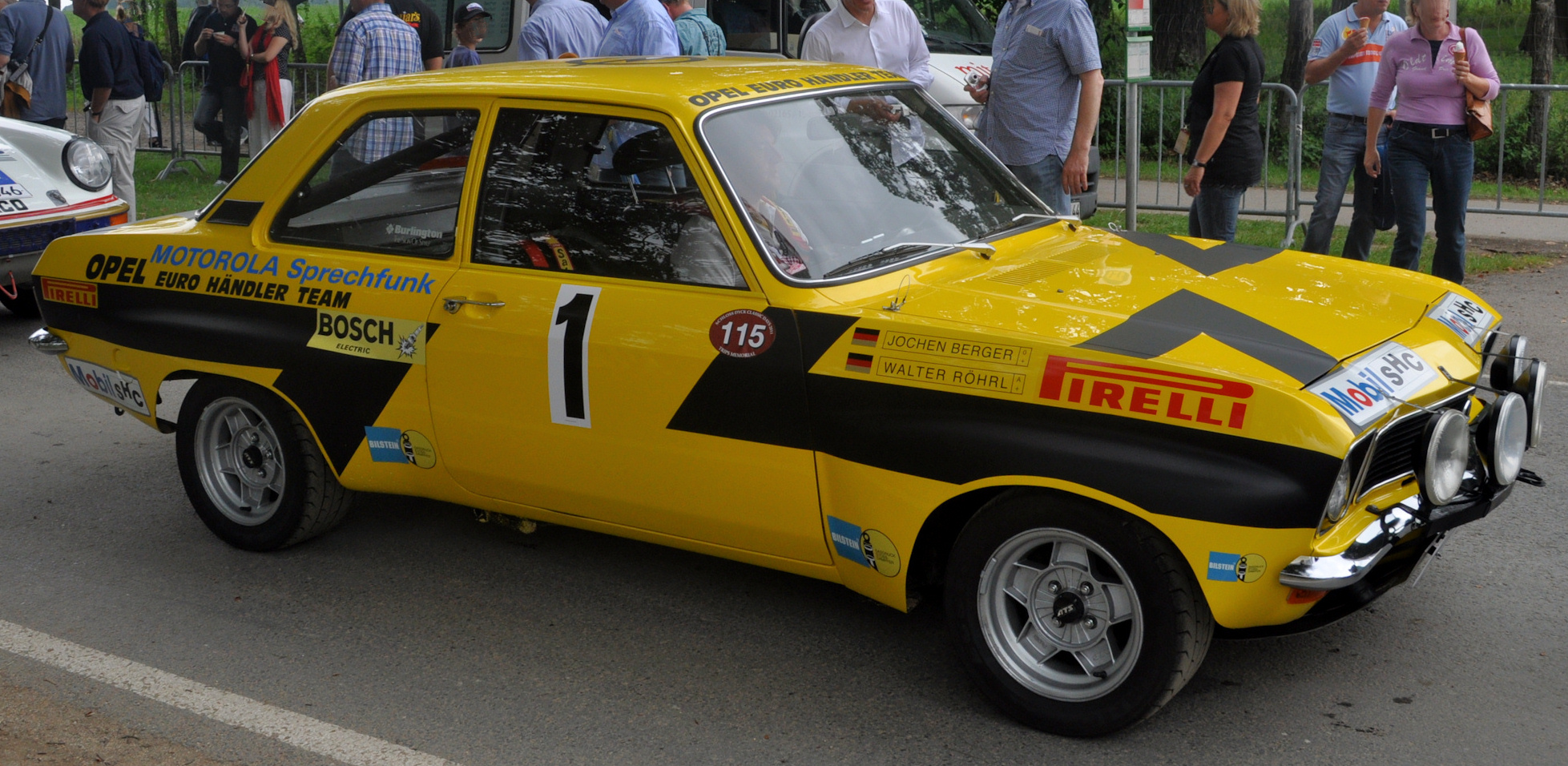
L'Opel Ascona groupe 2 de Röhrl (ici lors d'une manifestation historique), victorieuse de l'édition 1975.

Le Rallye de l'Acropole, créé en 1953, fut longtemps l'une des épreuves phares du championnat d'Europe des conducteurs, avant d'être intégré au championnat du monde dès 1973. Empruntant principalement des pistes rocailleuses, il est particulièrement éprouvant pour les équipages et les mécaniques, qui doivent endurer chaleur et poussière par temps sec, ou affronter des passages particulièrement difficiles sur des chemins boueux et défoncés en cas de fortes pluies. En 1975, Opel y obtint son premier succès mondial grâce à Walter Röhrl sur une Ascona, non favorite au départ mais qui se montra nettement plus robuste que la plupart de ses concurrentes.

## Le parcours

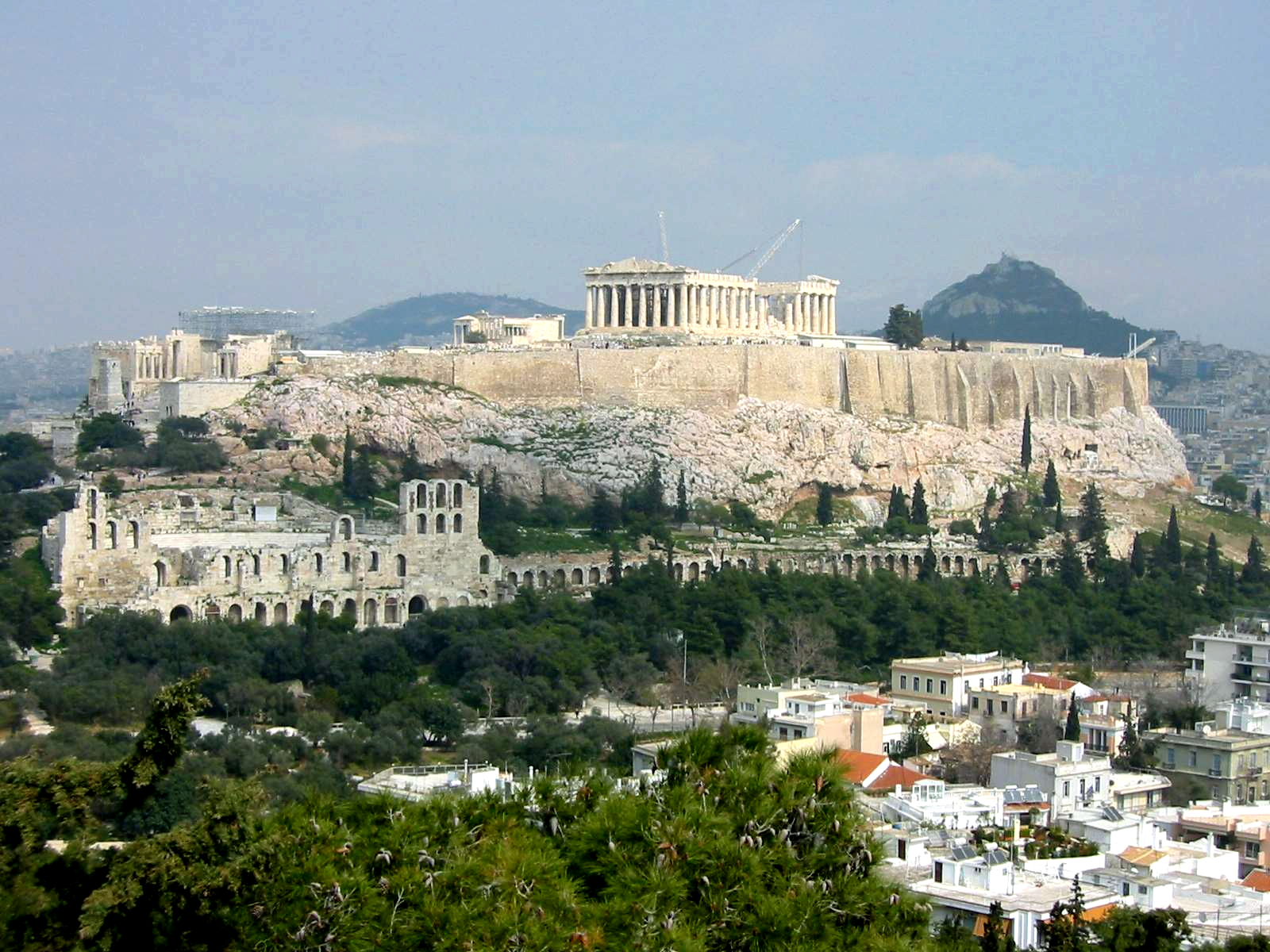
Le départ du rallye est donné au pied de l'Acropole.

- vérifications techniques : 22 mai 1976 à Athènes
- épreuve test : 23 mai 1976, dans les environs d'Athènes, déterminant l'ordre des départs (13 km)
- départ : 24 mai 1976 à Athènes
- arrivée : 28 mai 1976 à Athènes (l'arrivée effective a lieu le 27 mai, mais la remise des prix se tient le 28)
- distance : 2635 km, dont 625 km sur 46 épreuves spéciales (51 épreuves initialement prévues, pour un total de 717 km chronométrés)
- surface : terre (70%) et asphalte (30%)
- Parcours divisé en cinq sections, sur deux étapes[2]

### Première étape
- Athènes - Kalambaka - Athènes, 1810 km, du 24 au 25 mai
- trois sections, 27 épreuves spéciales, 385 km (32 épreuves initialement prévues, pour un total de 477 km chronométrés)

### Deuxième étape
- Athènes - Olympie - Athènes, 825 km, du 26 au 27 mai
- deux sections, 19 épreuves spéciales, 240 km

## Les forces en présence
- Lancia

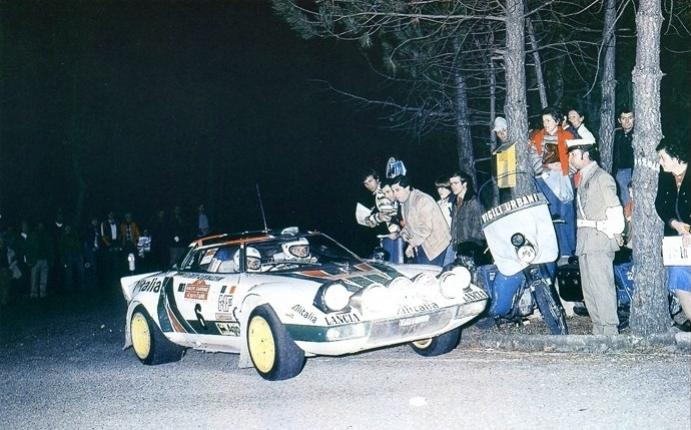
Raffaele Pinto au volant de sa Lancia Stratos HF en 1976.

Trois Stratos HF groupe 4 (moteur central arrière V6 24 soupapes, 2400 cm3, 270 chevaux) ont été engagées par la Scuderia Lancia. Pour cette épreuve, les voitures disposent de protections supplémentaires et pèsent environ une tonne. Confiées à Björn Waldegård, Raffaele Pinto et Mauro Pregliasco, ce sont les favorites de l'épreuve.
- Toyota

Comme au Portugal, le Team Toyota Europe a engagé un coupé Celica groupe 4 (moteur deux litres préparé par Schnitzer, 16 soupapes, injection, 235 chevaux) pour Ove Andersson et une Corolla 1600 groupe 4 (1600 cm3, 16 soupapes, injection, 185 chevaux, 870 kg) pour Hannu Mikkola. Un second coupé Celica avait été initialement inscrit pour Achim Warmbold, mais le pilote allemand a déclaré forfait.
- Datsun

L'importateur grec de la marque japonaise a engagé deux coupés Violet 160J groupe 4 (moteur deux litres seize soupapes, 200 chevaux, 1200 kg), confiés à Harry Källström et Shekhar Mehta. Moins performantes que les Lancia et Toyota, ces voitures ont pour atout majeur leur robustesse à l'épreuve des pistes grecques.
- Alpine

L'équipe Gitanes engage la même voiture qu'au Portugal pour Jean Ragnotti, une A310 groupe 4 dont le moteur, préparé par Mignotet, développe 180 chevaux pour 1860 cm3. La caisse a été renforcée pour affronter les pistes de l'Acropole, l'auto accusant 950 kg sur la bascule. Gitanes a également engagé une berlinette A110 groupe 4, équipée d'un moteur identique, pour Robert Neyret. Le pilote grec 'Siroco' pilote son A110 groupe 4 personnelle, une voiture avec laquelle il a terminé second lors de l'édition précédente.
- Opel

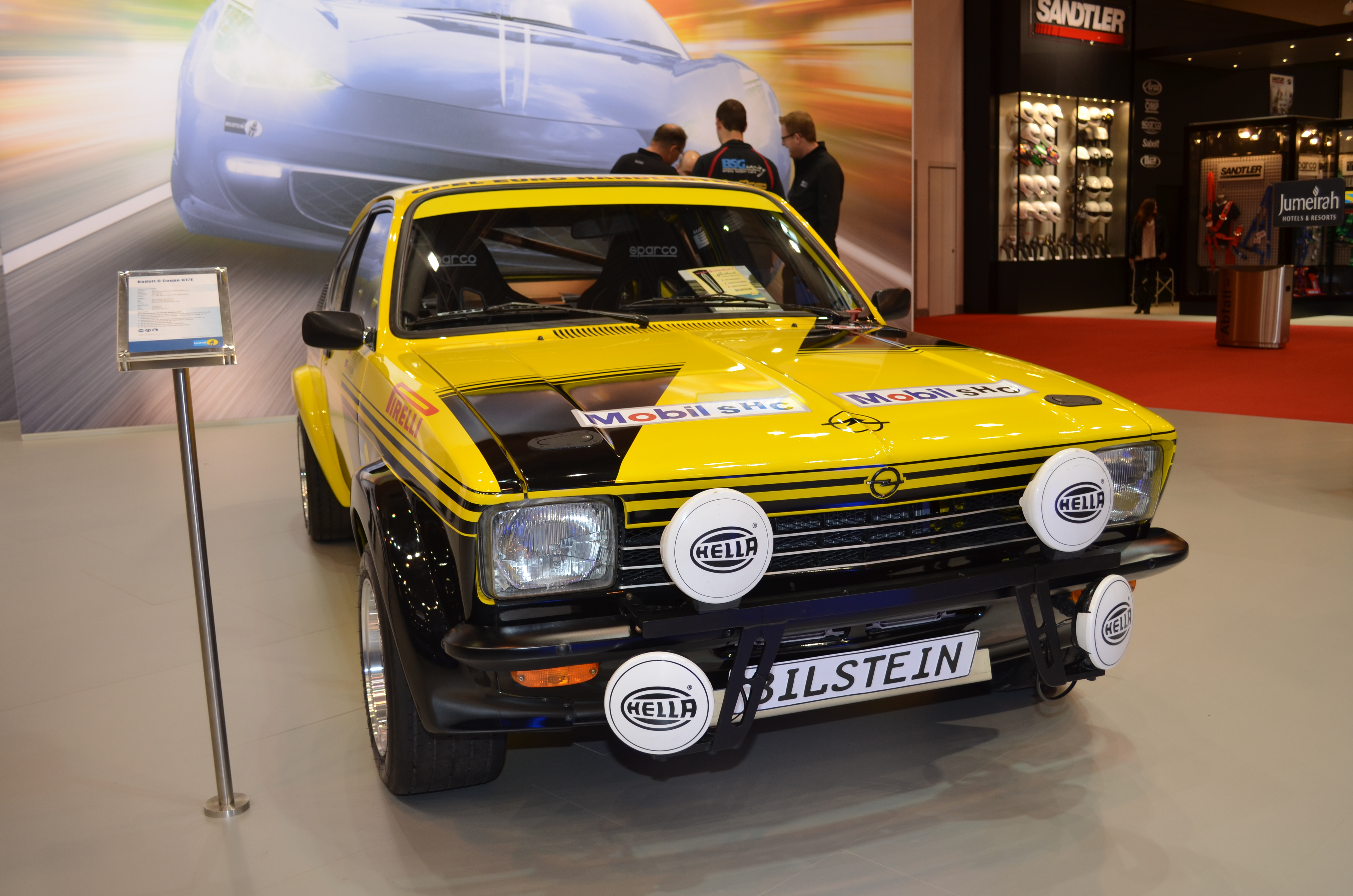
Des problèmes de fiabilité lors des reconnaissances ont entraîné le forfait des Opel Kadett GT/E de l'Euro Händler Team.

Principal adversaire de Lancia dans la course au titre, le constructeur allemand avait, par l'intermédiaire de l'Euro Händler Team, engagé deux Kadett GT/E groupe 4 (moteur quatre cylindres deux litres, injection, 16 soupapes, 240 chevaux) pour Walter Röhrl et Rauno Aaltonen. Devant les nombreux problèmes de transmission rencontrés par les deux voitures lors des reconnaissances de l'épreuve, l'équipe a finalement déclaré forfait. La marque est néanmoins représentée par des équipages privés, avec notamment l'Ascona groupe 2 de l'Autrichien Klaus Russling et celle du pilote local Johnny Pesmazóglou.
- Alfa Romeo

Le pilote grec Iórgos Moschous engage un coupé Alfetta groupe 4. Il s'agit de l'ancienne voiture d'Amilcare Ballestrieri, rachetée à l'usine.
- Citroën

Le pilote français Jean-Paul Luc a assuré lui-même la préparation de sa CX 2200, engagée en groupe 2, d'une puissance de 150 chevaux. Comme l'année précédente, Claude Laurent s'aligne sur une GS 1220 groupe 2, dont le moteur développe environ 100 chevaux.
- Lada

Le constructeur soviétique a engagé deux berlines 1500 groupe 2, voitures dérivées de la Fiat 124, la plus en vue étant celle pilotée par Stasys Brundza.
- Peugeot

Trois équipages français s'alignent sur de robustes 504 de série : à leur volant, Henri Trautmann (le fils de René, Alain Kerc et le journaliste Pierre Pagani visent la victoire en groupe 1. De son côté, Alain Coppier a engagé une 204 groupe 2.
- Porsche

Parmi les Porsche Carrera engagées, les plus en vue sont celles du pilote grec 'Leonidas' en groupe 4 et celle du Français Jean-Paul Hoepfner qui vise la victoire en groupe 3.
- Wartburg

Le constructeur est-allemand a engagé trois berlines 353W de série pour Horst Niebergall, Egon Culmbacher et Erwin Härtwich. Ces voitures sont les seules du plateau à être équipées d'un moteur deux temps.

## Déroulement de la course
Après les vérifications techniques du samedi, à Athènes, la journée du dimanche réserve aux concurrents une épreuve chronométrée de treize kilomètres (deux tiers sur terre, un tiers sur goudron), simplement destinée à déterminer l'ordre des départs de la première étape. Elle est dominée par les Lancia Stratos, Björn Waldegård se montrant le plus rapide, deux secondes devant son coéquipier Raffaele Pinto. La troisième Stratos, pilotée par Mauro Pregliasco, est toutefois devancée par la Toyota Celica d'Ove Andersson. Jean Ragnotti a réalisé le cinquième temps sur son Alpine A310, devant la Toyota Corolla d'Hannu Mikkola et la berlinette du pilote grec 'Siroco'.

### Première étape

#### Athènes - Kalambaka
Le départ de la première étape est donné au pied de l'Acropole le lundi matin. D'emblée, les Lancia affichent leur supériorité, Waldegård et Pinto s'emparant des deux premières places devant la Toyota de Mikkola. Les Toyota semblent a priori les seules capables de suivre le rythme des voitures italiennes, Mikkola et son coéquipier Andersson réalisant des performances de premier ordre en ce déburt de course. Malheureusement pour l'intérêt de la course, elles disparaissent rapidement, Andersson renonçant dans le quatrième secteur chronométré (demi-arbre brisé), Mikkola aussitôt après à cause d'un problème de pompe à essence. Ragnotti, qui effectue un début de course régulier sur son Alpine, pointe alors à la troisième place, mais une crevaison va lui faire perdre deux minutes et après les dix premières spéciales les Stratos occupent les trois premières places, Waldegård comptant déjà plus d'une minute d'avance sur Pinto et près de cinq sur Pregliasco. De fortes pluies se sont mises à tomber, rendant les pistes extrêmement boueuses. Les voitures italiennes semblent alors inaccessibles, mais dès la onzième spéciale, coup de théâtre : les deux voitures de tête abandonnent, conduite d'huile cassée pour celle de Waldegård, demi-arbre rompu sur celle de Pinto ! Seul rescapé, Pregliasco augmente alors la cadence afin de prendre du champ sur Ragnotti qui le talonne. Harry Källström, dont la Datsun est très à l'aise dans la boue, est remonté à la troisième place. Ayant remporté quatre spéciales d'affilée, Pregliasco rallie Kalambaka avec deux minutes et demie d'avance sur Ragnotti et quatre sur Källström. Malgré des problèmes de freins, 'Siroco' pointe à la quatrième place sur son Alpine, avec un retard de sept minutes sur la Lancia de tête.

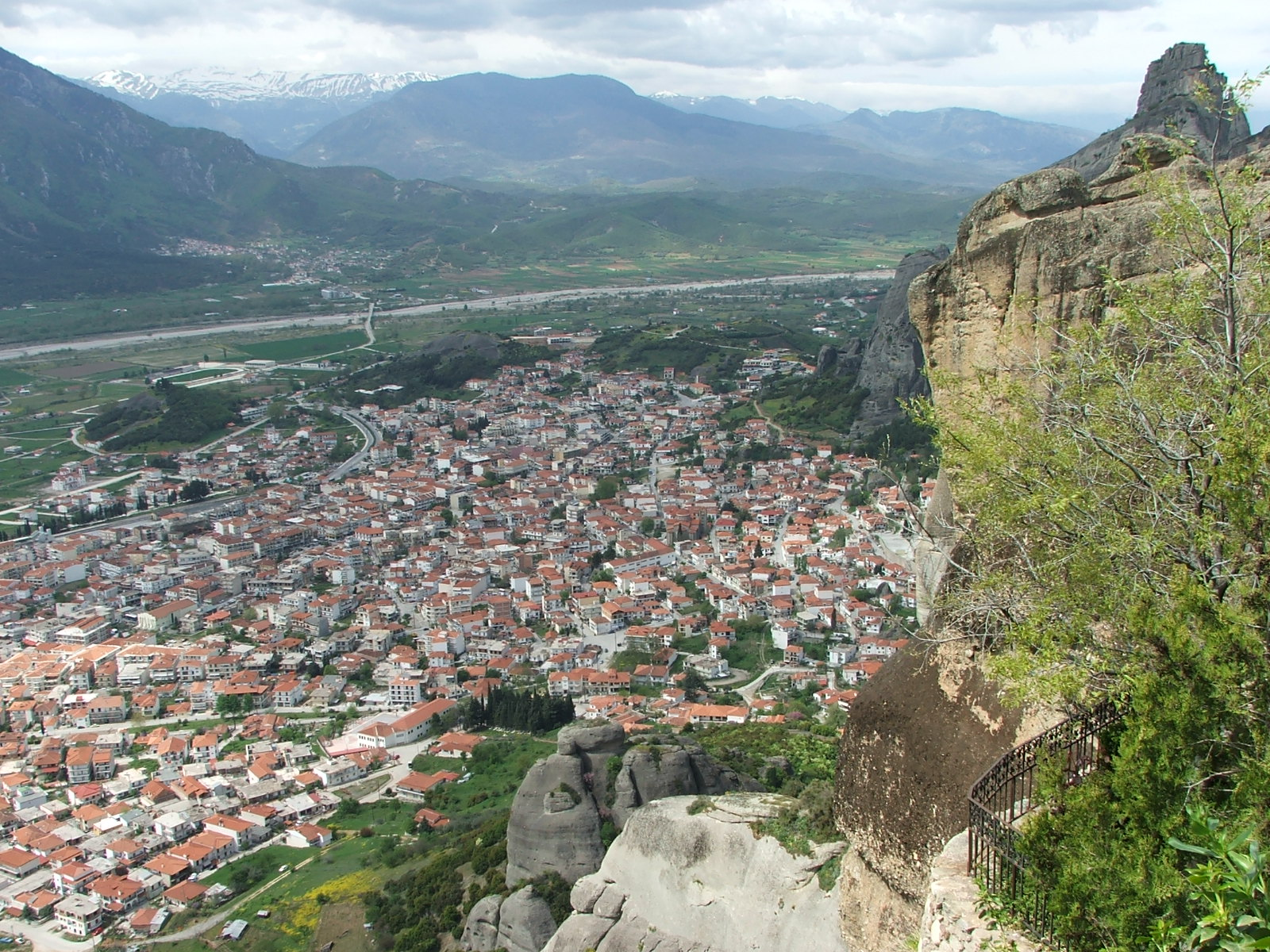
La petite ville de Kalambaka, en Thessalie.

| Pos. | Pilote             | Copilote              | Voiture               | Groupe | Écart        |
| ---- | ------------------ | --------------------- | --------------------- | ------ | ------------ |
| 1    | Mauro Pregliasco   | Angelo Garzoglio      | Lancia Stratos HF     | 4      |              |
| 2    | Jean Ragnotti      | Jacques Jaubert       | Alpine A310           | 4      | + 2 min 30 s |
| 3    | Harry Källström    | Claes-Göran Andersson | Datsun Violet 160J    | 4      | + 4 min      |
| 4    | 'Siroco'           | Miltos Andriopoulos   | Alpine A110 1800      | 4      | + 7 min      |
| 5    | Robert Neyret      | Yveline Vanoni        | Alpine A110 1800      | 4      | + 15 min     |
| 6    | Shekhar Mehta      | Henry Liddon          | Datsun Violet 160J    | 4      | + 15 min     |
| 7    | Stasys Brundza     | Arvydas Girdauskas    | Lada 1500             | 2      |              |
| 8    | Klaus Russling     | Manfred Essig         | Opel Ascona           | 2      |              |
| 9    | Iórgos Moschous    | Dimítris Arvanitakis  | Alfa Romeo Alfetta GT | 4      |              |
| 10   | Johnny Pesmazóglou | A. Choremis           | Opel Ascona           | 2      |              |

#### Kalambaka - Kalambaka
Les cinquante-huit équipages rescapés repartent à minuit pour une boucle autour de Kalambaka, toujours sous la pluie, après une neutralisation de trois heures. Pregliasco ne profite pas longtemps de sa première place, abandonnant dès la première spéciale nocturne, boîte de vitesses cassée. Ragnotti prend la tête de la course, et va progressivement augmenter son avance sur Källström, se montrant régulièrement le plus rapide sur les pistes boueuses. Quatre spéciales vont être annulées à cause d'effondrements de terrain. Au lever du jour, la pluie cesse enfin lorsque les concurrents achèvent la boucle nord de Kalambaka. Ragnotti précède alors Källström et 'Siroco'. Derrière, Shekhar Mehta (Datsun) et Robert Neyret (Alpine) se disputent âprement la quatrième place.

#### Kalambaka - Athènes
Le retour sur Athènes s'effectue de jour. Les pistes ont séché, et Ragnotti accentue régulièrement son avance sur Källström, remportant sept des neuf spéciales de la journée. À l'arrivée de l'étape, il s'est construit une marge de plus de quatre minutes sur son adversaire suédois. Derrière, 'Siroco', toujours troisième, accuse près de neuf minutes de retard, Mehta, quatrième, plus de vingt-et-une, alors que Neyret a dû renoncer, boîte de vitesses bloquée.
| Pos. | Pilote             | Copilote              | Voiture               | Groupe | Temps           | Écart         |
| ---- | ------------------ | --------------------- | --------------------- | ------ | --------------- | ------------- |
| 1    | Jean Ragnotti      | Jacques Jaubert       | Alpine A310           | 4      | 5 h 08 min 04 s |               |
| 2    | Harry Källström    | Claes-Göran Andersson | Datsun Violet 160J    | 4      | 5 h 12 min 10 s | + 4 min 06 s  |
| 3    | 'Siroco'           | Miltos Andriopoulos   | Alpine A110 1800      | 4      | 5 h 16 min 55 s | + 8 min 51 s  |
| 4    | Shekhar Mehta      | Henry Liddon          | Datsun Violet 160J    | 4      | 5 h 29 min 20 s | + 21 min 16 s |
| 5    | Iórgos Moschous    | Dimítris Arvanitakis  | Alfa Romeo Alfetta GT | 4      | 5 h 45 min 06 s | + 37 min 02 s |
| 6    | Stasys Brundza     | Arvydas Girdauskas    | Lada 1500             | 2      |                 |               |
| 7    | Klaus Russling     | Manfred Essig         | Opel Ascona           | 2      |                 |               |
| 8    | Jean-Paul Hoepfner | Pierre Fourton        | Porsche Carrera       | 3      |                 |               |
| 9    | Jean-Paul Luc      | Gérard Michel         | Citroën CX 2200       | 2      |                 |               |

### Deuxième étape
Le départ de la seconde étape est donné le mercredi soir, les concurrents ayant bénéficié d'une nuit et d'une journée de repos. Cette boucle autour du Péloponnèse va se dérouler de nuit. Ragnotti et Källström font jeu égal dans la première spéciale, remportée par 'Siroco'. Mais dans la suivante, Ragnotti crève et perd près de quatre minutes ; son avance sur Källström n'est plus que de huit secondes ! Le pilote français profite ensuite d'une erreur de navigation de son adversaire pour se constituer une marge de plus de deux minutes, mais dans le secteur de Zemenon un triangle de suspension casse, entraînant l'abandon de l'Alpine de tête. Källström occupe désormais la première place, devant 'Siroco' et Mehta. Son avance d'environ deux minutes ne le met pas à l'abri d'un incident, aussi le pilote suédois continue-t-il sur un rythme élevé, enlevant treize des quinze spéciales restant à disputer. La course s'achève sans incident notable, Källström remportant sa première victoire en championnat du monde après un parcours sans faute. Comme l'année précédente, 'Siroco' enlève la seconde place sur son Alpine privée, tandis que Mehta, troisième, complète le triomphe de l'équipe Datsun, dont les voitures se sont montrées particulièrement robustes sur ce parcours difficile. Très régulier, le pilote grec Iórgos Moschous termine quatrième sur son Alfa Romeo privée, ex-usine. Longtemps en tête du groupe 2 sur sa Lada, le pilote russe Stasys Brundza s'est finalement incliné devant l'Autrichien Klaus Russling, cinquième sur son Opel Ascona. On note également l'étonnante performance du pilote autrichien Leo Schirnhofer, huitième sur une Volkswagen 1303S de série (50 chevaux) ; ayant parfaitement exploité l'excellente motricité de la 'Coccinelle' dans la boue, il s'impose en groupe 1 devant des voitures nettement plus puissantes.

### Classements intermédiaires
Classements intermédiaires des pilotes après chaque épreuve spéciale

### Classement général
| Pos | No  | Pilote                | Copilote              | Voiture               | Temps            | Écart             | Groupe |
| --- | --- | --------------------- | --------------------- | --------------------- | ---------------- | ----------------- | ------ |
| 1   | 14  | Harry Källström       | Claes-Göran Andersson | Datsun Violet 160J    | 8 h 43 min 14 s  |                   | 4      |
| 2   | 4   | 'Siroco'              | Miltos Andriopoulos   | Alpine A110 1800      | 8 h 48 min 38 s  | + 5 min 24 s      | 4      |
| 3   | 5   | Shekhar Mehta         | Henry Liddon          | Datsun Violet 160J    | 9 h 09 min 53 s  | + 26 min 39 s     | 4      |
| 4   | 15  | Iórgos Moschous       | Dimítris Arvanitakis  | Alfa Romeo Alfetta GT | 9 h 32 min 23 s  | + 49 min 09 s     | 4      |
| 5   | 47  | Klaus Russling        | Manfred Essig         | Opel Ascona           | 9 h 52 min 18 s  | + 1 h 09 min 04 s | 2      |
| 6   | 117 | Stasys Brundza        | Arvydas Girdauskas    | Lada 1500             | 9 h 54 min 16 s  | + 1 h 11 min 02 s | 2      |
| 7   | 38  | Ioánnis Papadamandiou | Kóstas Tsavos         | BMW 2002 TI           | 10 h 41 min 57 s | + 1 h 58 min 43 s | 2      |
| 8   | 134 | Leo Schirnhofer       | Harald Gottlieb       | Volkswagen 1303 S     | 10 h 42 min 50 s | + 1 h 59 min 36 s | 1      |
| 9   | 100 | Horst Rausch          | Jutta Fellbaum        | BMW 2002 TI           | 10 h 46 min 19 s | + 2 h 03 min 05 s | 1      |
| 10  | 86  | Horst Niebergall      | Bernd Fromann         | Wartburg 353W         | 11 h 31 min 52 s | + 2 h 48 min 38 s | 1      |

### Hommes de tête
- ES1 à ES10 :  Björn Waldegård -  Hans Thorszelius (Lancia Stratos HF)
- ES11 à ES15 :  Mauro Pregliasco -  Angelo Garzoglio (Lancia Stratos HF)
- ES16 à ES35 :  Jean Ragnotti -  Jacques Jaubert (Alpine A310)
- ES36 à ES51 :  Harry Källström -  Claes-Göran Andersson (Datsun Violet 160J)

### Vainqueurs d'épreuves spéciales
- Harry Källström -  Claes-Göran Andersson (Datsun Violet 160J) : 17 spéciales (ES 22, 29 à 30, 34, 37 à 43, 45, 47 à 51)
- Jean Ragnotti -  Jacques Jaubert (Alpine A310) : 11 spéciales (ES 15 à 17, 23 à 28, 31, 32)
- Björn Waldegård -  Hans Thorszelius (Lancia Stratos HF) : 7 spéciales (ES 1, 2, 4 à 6, 8, 10)
- 'Siroco' -  Miltos Andriopoulos (Alpine A110 1800) : 5 spéciales (ES 33, 35, 36, 44, 46)
- Mauro Pregliasco -  Angelo Garzoglio (Lancia Stratos HF) : 4 spéciales (ES 11 à 14)
- Hannu Mikkola -  Jean Todt (Toyota Corolla 1600) : 1 spéciale (ES 3)
- Raffaele Pinto -  Arnaldo Bernacchini (Lancia Stratos HF) : 1 spéciale (ES 9)

## Résultats des principaux engagés
| No  | Pilote                | Copilote              | Voiture               | Groupe | Classement général                         | Class. groupe |
| --- | --------------------- | --------------------- | --------------------- | ------ | ------------------------------------------ | ------------- |
| 1   | Walter Röhrl          | Jochen Berger         | Opel Kadett GT/E      | 4      | Forfait (transmission)                     | -             |
| 2   | Ove Andersson         | Claes Billstam        | Toyota Celica         | 4      | ab. dans 4e spéciale (demi-arbre)          | -             |
| 3   | Björn Waldegård       | Hans Thorszelius      | Lancia Stratos HF     | 4      | ab. dans 11e spéciale (conduite d'huile)   | -             |
| 4   | 'Siroco'              | Miltos Andriopoulos   | Alpine A110 1800      | 4      | 2e à 5 min 24 s                            | 2e            |
| 5   | Shekhar Mehta         | Henry Liddon          | Datsun Violet 160J    | 4      | 3e à 26 min 39 s                           | 3e            |
| 6   | Hannu Mikkola         | Jean Todt             | Toyota Corolla 1600   | 4      | ab. après 4e spéciale (pompe d'injection)  | -             |
| 7   | Raffaele Pinto        | Arnaldo Bernacchini   | Lancia Stratos HF     | 4      | ab. dans 11e spéciale (demi-arbre)         | -             |
| 8   | Rauno Aaltonen        | Claes Billstam        | Opel Kadett GT/E      | 4      | Forfait (transmission)                     | -             |
| 10  | Robert Neyret         | Yveline Vanoni        | Alpine A110 1800      | 4      | ab. dans 27e spéciale (boîte de vitesses)  | -             |
| 11  | Mauro Pregliasco      | Angelo Garzoglio      | Lancia Stratos HF     | 4      | ab. dans 16e spéciale (boîte de vitesses)  | -             |
| 14  | Harry Källström       | Claes-Göran Andersson | Datsun Violet 160J    | 4      | 1er                                        | 1er           |
| 15  | Iórgos Moschous       | Dimítris Arvanitakis  | Alfa Romeo Alfetta GT | 4      | 4e à 49 min 09 s                           | 4e            |
| 16  | Jean Ragnotti         | Jacques Jaubert       | Alpine A310           | 4      | ab. dans 36e spéciale (suspension arrière) | -             |
| 18  | Keith Billows         | Martin Holmes         | Ford Escort RS1600    | 4      | ab. dans 1re étape (accident)              | -             |
| 19  | 'Leonidas'            | Kóstas Fertakis       | Porsche Carrera       | 4      | ab. dans 1re étape (transmission)          | -             |
| 22  | 'Iaveris'             | Konstantinos Stefanis | Ford Escort RS1600    | 4      | ab. dans 1re étape (moteur)                | -             |
| 26  | John Haugland         | Per Oddvar Nyborg     | Škoda 120 S           | 2      | ab. après 15e spéciale (embrayage)         | -             |
| 28  | Jean-Paul Hoepfner    | Pierre Fourton        | Porsche Carrera       | 3      | ab. dans 2e étape (accident)               | -             |
| 29  | Bernard Dulcy         | Jean-François Bagarry | Porsche Carrera       | 3      | 32e à 4 h 12 min 26 s                      | 1er           |
| 35  | Jean-Paul Luc         | Gérard Michel         | Citroën CX 2200       | 2      | ab. dans 2e étape (carter)                 | -             |
| 36  | Johnny Pesmazóglou    | A. Choremis           | Opel Ascona           | 2      | ab. dans 1re étape                         | -             |
| 38  | Ioánnis Papadamandiou | Kóstas Tsavos         | BMW 2002 TI           | 2      | 7e à 1 h 58 min 43 s                       | 3e            |
| 47  | Klaus Russling        | Manfred Essig         | Opel Ascona           | 2      | 5e à 1 h 09 min 04 s                       | 1er           |
| 52  | Henri Trautmann       | Serge Roch            | Peugeot 504           | 1      | 11e à 2 h 15 min 20 s                      | 4e            |
| 67  | Claude Laurent        | Dominique Laurent     | Citroën GS            | 2      | ab. dans 1re étape (accident)              | -             |
| 69  | Georges Houel         | Marianne Hoepfner     | Renault 12 Gordini    | 2      | ab. dans 33e spéciale (accident)           | -             |
| 86  | Horst Niebergall      | Bernd Fromann         | Wartburg 353W         | 1      | 10e à 2 h 48 min 38 s                      | 3e            |
| 88  | Erwin Härtwich        | Winfried Heitzmann    | Wartburg 353W         | 1      | ab.                                        | -             |
| 90  | Alain Coppier         | Robert Jocteur        | Peugeot 204           | 2      | ab. dans 1re étape (radiateur)             | -             |
| 100 | Horst Rausch          | Jutta Fellbaum        | BMW 2002 TI           | 1      | 9e à 2 h 03 min 05 s                       | 2e            |
| 107 | Alain Kerc            | F. Serre              | Peugeot 504           | 1      | 12e à 2 h 15 min 40 s                      | 5e            |
| 109 | Pierre Pagani         | François Chatriot     | Peugeot 504           | 1      | 13e à 2 h 19 min 06 s                      | 6e            |
| 117 | Stasys Brundza        | Arvydas Girdauskas    | Lada 1500             | 2      | 6e à 1 h 11 min 02 s                       | 2e            |
| 134 | Leo Schirnhofer       | Harald Gottlieb       | Volkswagen 1303 S     | 1      | 8e à 1 h 59 min 36 s                       | 1er           |
| 143 | Egon Culmbacher       | R. Witz               | Wartburg 353W         | 1      | 16e à 2 h 48 min 38 s                      | 9e            |

## Classement du championnat à l'issue de la course
- attribution des points : 20, 15, 12, 10, 8, 6, 4, 3, 2, 1 respectivement aux dix premières marques de chaque épreuve (sans cumul, seule la voiture la mieux classée de chaque constructeur marque des points)
- seuls les sept meilleurs résultats (sur dix épreuves) sont retenus pour le décompte final des points.

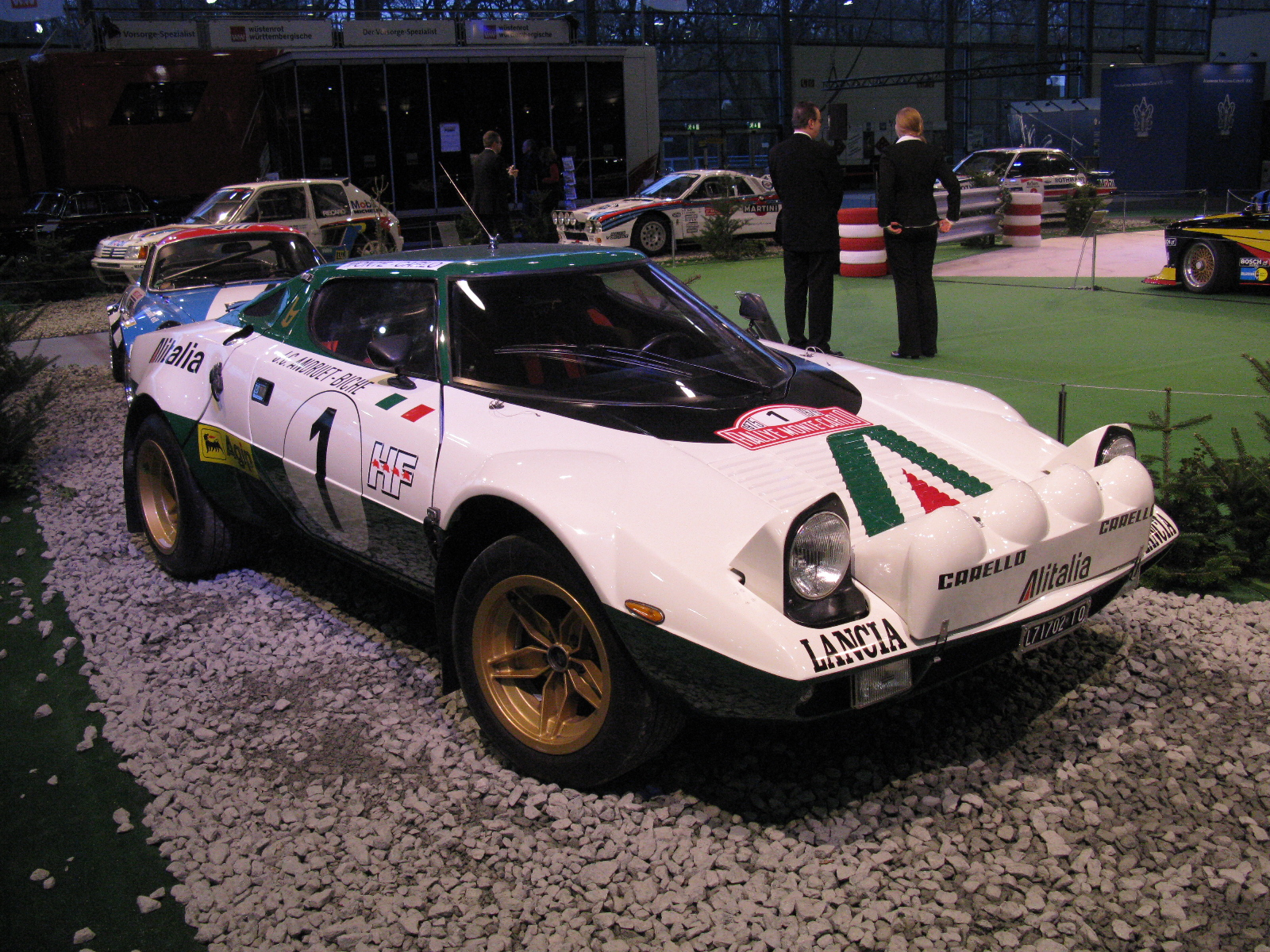
Après le double faux-pas des Stratos au Safari et en Grèce, Lancia ne compte plus que huit points d'avance sur Opel.

| Pos. | Marque         | Points | M-C | SUE | POR | SAF | ACR | MAR | FIN | SAN | COR | RAC |
| ---- | -------------- | ------ | --- | --- | --- | --- | --- | --- | --- | --- | --- | --- |
| 1    | Lancia         | 50     | 20  | 10  | 20  | -   | -   |     |     |     |     |     |
| 2    | Opel           | 42     | 10  | 12  | 12  | -   | 8   |     |     |     |     |     |
| 3    | Datsun         | 30     | -   | -   | 6   | 4   | 20  |     |     |     |     |     |
| 4    | Saab           | 20     | -   | 20  | -   | -   | -   |     |     |     |     |     |
| 4=   | Mitsubishi     | 20     | -   | -   | -   | 20  | -   |     |     |     |     |     |
| 6    | Toyota         | 15     | -   | -   | 15  | -   | -   |     |     |     |     |     |
| 6=   | Alpine-Renault | 15     | -   | -   | -   | -   | 15  |     |     |     |     |     |
| 8    | Alfa Romeo     | 12     | 1   | -   | -   | 1   | 10  |     |     |     |     |     |
| 8=   | Ford           | 12     | 8   | -   | 4   | -   | -   |     |     |     |     |     |
| 10   | Peugeot        | 10     | -   | -   | -   | 10  | -   |     |     |     |     |     |
| 11   | Fiat           | 6      | 6   | -   | -   | -   | -   |     |     |     |     |     |
| 11=  | Lada           | 6      | -   | -   | -   | -   | 6   |     |     |     |     |     |
| 13   | Porsche        | 4      | 4   | -   | -   | -   | -   |     |     |     |     |     |
| 13=  | Volvo          | 4      | -   | 4   | -   | -   | -   |     |     |     |     |     |
| 13=  | BMW            | 4      | -   | -   | -   | -   | 4   |     |     |     |     |     |
| 16   | Mazda          | 3      | -   | -   | 3   | -   | -   |     |     |     |     |     |
| 16=  | Volkswagen     | 3      | -   | -   | -   | -   | 3   |     |     |     |     |     |
| 18   | Wartburg       | 1      | -   | -   | -   | -   | 1   |     |     |     |     |     |